# Loxopora
Loxopora là một chi bướm đêm thuộc họ Geometridae.